# Onthophagus tibialis
Onthophagus tibialis är en skalbaggsart som beskrevs av Frey 1963. Onthophagus tibialis ingår i släktet Onthophagus och familjen bladhorningar. Utöver nominatformen finns också underarten O. t. diversiceps.